# Entomosericus
Entomosericus (лат.) — род песочных ос, который рассматривают или в составе подсемейства Pemphredoninae (Crabronidae) или выделяют в отдельное семейство Entomosericidae. 3 вида.

## Распространение
Встречаются в Палеарктике.

## Описание
Мелкие осы (длина около 1 см). Основная окраска чёрная, брюшко и ноги частично рыжевато-красные. Усики короткие, у самца 13-члениковые, у самки — 12-члениковые. Нижнечелюстные щупики состоят из 6 члеников, а нижнегубные — из 4. Клипеус вдвое шире своей длины. Внутренние орбиты глаз сходятся книзу. Нотаули почти полные, частично исчезают перед скутеллюмом. Мезоплеврон с эпистернальной бороздкой, которая изгибается вперед вокруг переднеспинки, а затем идёт прямо вниз, заканчиваясь, когда достигает вентера и поворачивает сзади; имеется скробальная бороздка; омаулюс, стерналюс и вертлужный киль отсутствуют. Метаплеврон состоит только из верхнего метаплеврального отдела. Средние голени с одной длинной вершинной шпорой; наличие прекоксальных долей; задние голени с рядом шипиков; заднее бедро усечено апикально, с апиковентральным отростком на внешней стороне; коготки простые. Брюшко сидячее, нестебельчатое; первый тергит с боковым килем. Переднее крыло с тремя субмаргинальными ячейками; маргинальная ячейка апикально заострённая. Гнездятся в почве. Охотятся на цикадок Cicadellidae.

## Систематика
3 вида. Род был впервые выделен в 1845 году шведским энтомологом Андерсом Дальбомом. В традиционной систематике Entomosericus включают в состав подсемейства Pemphredoninae в ранге трибы Entomosericini или выделяют в отдельное подсемейство Entomosericinae.
В 1999 его снова рассматривают в статусе трибы.
В большинстве современных работ и классификаций Entomosericini включают в состав подсемейства Pemphredoninae (наряду с трибами Odontosphecini, Psenini и Pemphredonini).
В 2021 году в результате нового филогенетического анализа образовано отдельное семейство Entomosericidae Dalla Torre, 1897 на основании таксона Entomosericini (трибы бывшего подсемейства Pemphredoninae).
- Entomosericus concinnus  Dahlbom, 1845 — восточное и западное Средиземноморье, Россия, Украина.
- Entomosericus hauseri  Schmid-Egger, 2000 — Израиль, Иордания, Турция[8]
- Entomosericus kaufmani  Radoszkowski, 1877 — Казахстан, Таджикистан, Туркмения, Узбекистан. Ранее также включался в состав фауны России (Алтай[9] и Южный Урал[10]), но в 2017 году после переопределения находок был исключён[11]